# Bimota Drako
La Drako est un modèle de motocyclette du constructeur italien Bimota.
Les premières études de la Drako débutent en 2000. Elle est censée remplacer la DB3 Mantra sur le segment de roadsters. La santé financière de l'entreprise n'étant pas au beau fixe, le projet est relancé en 2003. Elle ne verra pas le jour en tant que Drako, mais sera modifiée et prendra le nom de DB6 Delirio.
Le premier prototype, la Drako est présenté au salon de Milan en septembre 2003.
Le moteur du prototype provient de la Ducati 900 Monster. C'est un bicylindre en V ouvert à 90°, quatre temps. Néanmoins, l'usine de Rimini avait pour projet de monter le moteur 1000 DS que l'on trouve sur la 1000 Monster.
Le cadre en aluminium est identique à celui équipant les DB3 et DB4. Il reçoit un traitement chromé.
Les suspensions sont confiées aux soins d'éléments Païoli. La fourche télescopique de 51 mm de diamètre et le monoamortisseur sont entièrement réglables. Ils proviennent de la YB11.
Le freinage se compose, à l'avant de deux disques flottants de 320 mm de diamètre, et à l'arrière d'un disque fixe de 245 mm de diamètre. Ils sont respectivement pincés par des étriers Brembo de quatre et deux pistons.
Les jantes sont signées Antera, mais devaient être remplacées en production par les OZ Racing en aluminium que l'on trouve sur la SB8K.
Les silencieux d'échappement est signé Arrow. La coque de selle, le réservoir, les garde-boue, le sabot moteur, les couvercles des courroies et la petite bulle sont en fibre de carbone.
La consoles d'instrument analogique sur le prototype devait être remplacé par le tableau de bord de la V-Due.
L'usine annonce un poids à sec de 175 kg.
Le pilote essayeur de la marque annoncera une vitesse de pointe de 252 km/h.